# Cigne cantaire
El cigne cantaire o cinyo (Cygnus cygnus) és una espècie d'ocell de la família dels anàtids que fa uns 140-160 cm de llargada. A diferència del cigne mut, té el bec groc amb la punta negre.

## Hàbitat
Cria al nord d'Europa i a l'hivern sol trobar-se al centre d'Europa. Als Països Catalans, hi pot tenir una presència esporàdica a l'hivern.